# Sierra de Catllarás
Sierra de Catllarás (en catalán Serra de Catllaràs) es un Lugar de Importancia Comunitaria situado en la provincia de Barcelona, Comunidad Autónoma de Cataluña, España. Se encuentra entre las poblaciones de Guardiola de Berga y Ripoll, en el prepirineo catalán.

## Descripción

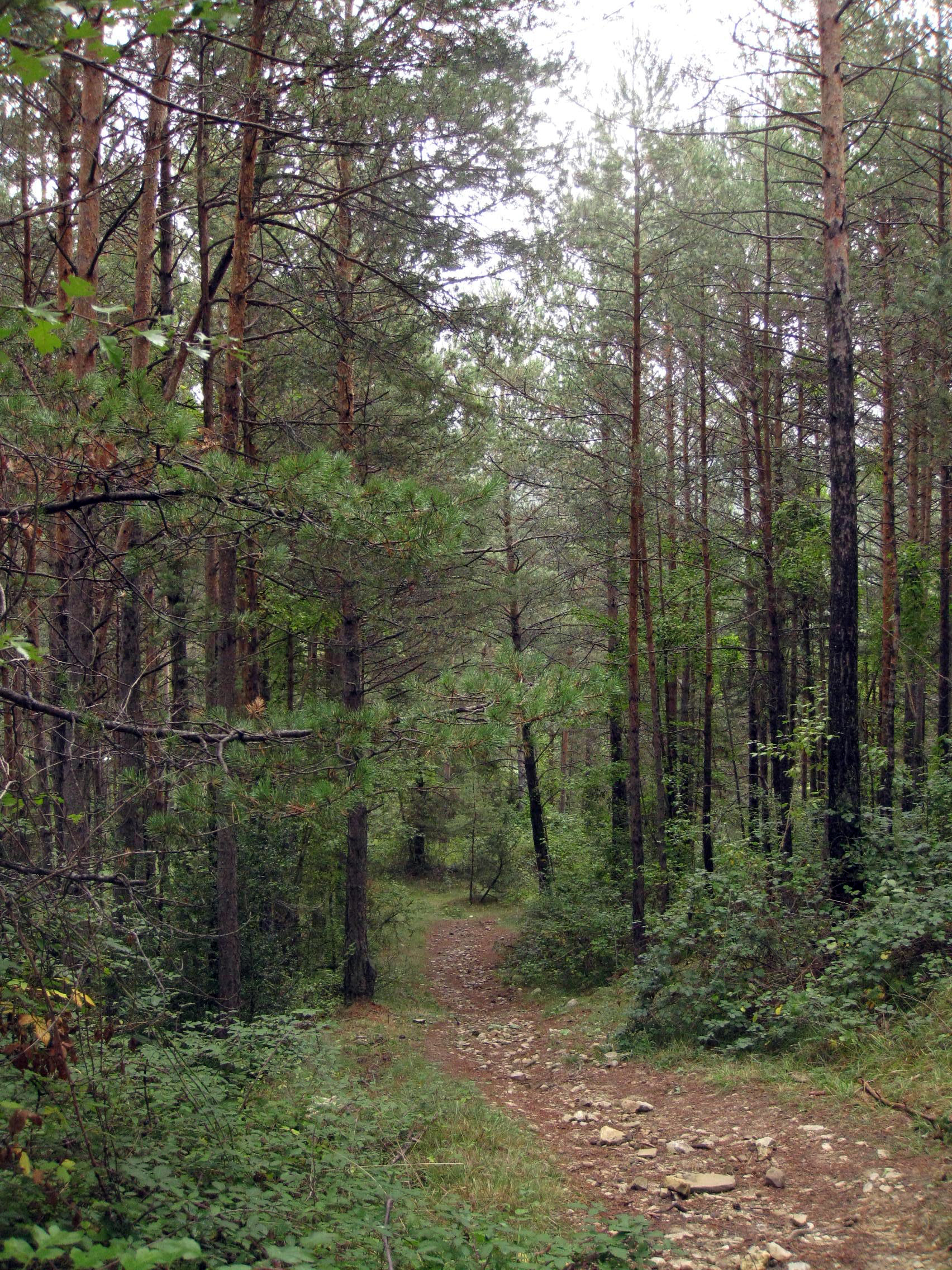
Camino del castillo de Lillet.

Esta sierra fue protegida en 1992, dados sus grandes valores ecológicos, por el Plan de Espacios de Interés Natural (PEIN) de la Generalidad de Cataluña mediante el Decreto 328/1992. Se trata de una zona pirenaica que pertenece a la provincia de Barcelona de gran belleza y riqueza natural, donde se encuentran las cumbres de la Sierra de Falgars, Fullers, Sobrepuny, Picamins, Cruz del Rosario, la sierra de Faig-Branca y La Morera. Los sitios más importantes que se pueden visitar son el monasterio de Santa María de Lillet, la iglesia de San Miguel, la Cruz del Castillo de la Villa, el Chalet del Catllarás, el Mirador de la Roca de la Luna, el Juego de Pelota , La Roca de la Moreneta, El Prat Gespador y el Roc del Catllarás.
La protección de la zona y la dificultad de acceso hacen que sea un hábitat ideal para el desarrollo de la vida natural en estado salvaje, tanto es así, que en otoño, en la época de la berrea del ciervo se los puede oír a kilómetros de distancia reclamando la atención de las hembras.
Durante la primera mitad del siglo XX se explotaron minas de carbón en la sierra del Catllarás. El carbón era transportado mediante teleférico hasta la estación de La Pobla de Lillet, conocida también como «el empalme», donde se transfería al tren del cemento. Este ferrocarril transportaba el carbón hacia la fábrica de Cemento Asland de Castellar de Nuch, donde era usado como combustible.
En 1905 se construyó en la zona el chalet de Catllaràs, obra de Antoni Gaudí.

### Rasos de Tubau
Los Rasos de Tubau es el nombre que recibe el territorio más oriental de la Sierra del Catllarás y forma parte de la cabecera de la Riera de Merlès, en los límites de las comarcas de Bergadá y el Ripollés.